# آلفرد وگنر
آلفرد لوثار وگنر، (به آلمانی: Alfred Lothar Wegener) دانشمند، زمین‌شناس ، هواشناس آلمانی و ژئوفیزیکدان در ۱ نوامبر ۱۸۸۰ در شهر برلین متولد شد. شهرت اصلی این دانشمند بابت نظریهٔ جابه‌جایی قاره‌هاست که آن را در سال ۱۲۹۴ خورشیدی ارائه کرد.
بر اساس این نظریه قارههای زمین دارای حرکت بسیار کند هستند. با این وجود وگنر نتوانست سازوکار این حرکت را اثبات کند. بزرگ‌ترین ایرادی که به نظریهٔ وگنر وارد شد، ناتوانی او در توضیح چگونگی جا به جایی قاره‌ها بود؛ زیرا بستر اقیانوس‌ها محکم است و چنین نیست که قاره‌ها به آسانی بتوانند بر روی آن‌ها حرکت کنند. وگنر دو منبع انرژی برای اشتقاق قاره‌ها در نظر گرفت که یکی از آن‌ها چرخش زمین و دیگری نیروی جزر و مد بود. هارولد جفریز فیزیک‌دانی که هم عصر وگنر بود، نظر او را رد کرد و بیان داشت چنین نیروی جزر و مدی که بتواند قاره‌ها را جابه‌جا کند، می‌تواند در عرض چند سال سرعت دوران زمین را نصف کند؛ در حالی که زمین‌شناسی اسکاتلندی به نام هولمز، وجود جریان هاف همرفتی در داخل گوشته زمین را دلیل احتمالی حرکت قاره‌ها معرفی کرد. این نظریه بیشتر بر اساس شواهد موجود شکل گرفته بود لذا این فرضیه تا ۳۸ سال پس از فوت او، یعنی در سال ۱۹۶۸ میلادی که مدارک معتبری بر اساس اکتشافات مختلف مبنی بر جابجایی قاره‌ها به دست آمد، پذیرفته نشد. در زمان حیاتش، وی به علت خدماتش به هواشناسی و هم چنین پیشرو در زمینهٔ تحقیقات قطب مشهور بود. دلایل وگنر برای جابه جایی قاره‌ها تشابه کنارهٔ قاره‌ها با هم که مانند یک پازل جور می‌شود و وجود فسیل‌های مشابه در بعضی قاره‌ها که زیستگاه‌های مشترکی داشته‌اند.
این دانشمند در نوامبر ۱۹۳۰ درگذشت.

نقشهٔ ابرقارهٔ پانگئا در ۲۰۰ میلیون سال پیش
نقشهٔ ابرقارهٔ پانگئا در ۲۰۰ میلیون سال پیش. لورازیا در شمال و گندوانا در جنوب قرار داشتند
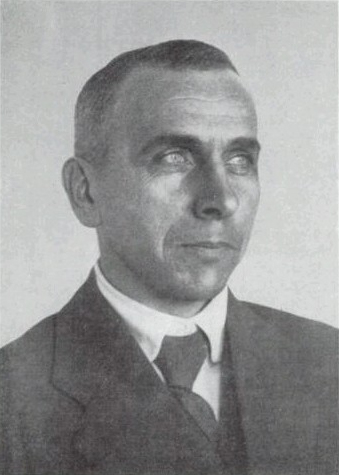
آلفرد وگنر

## نظریه جا به جایی قاره‌ها

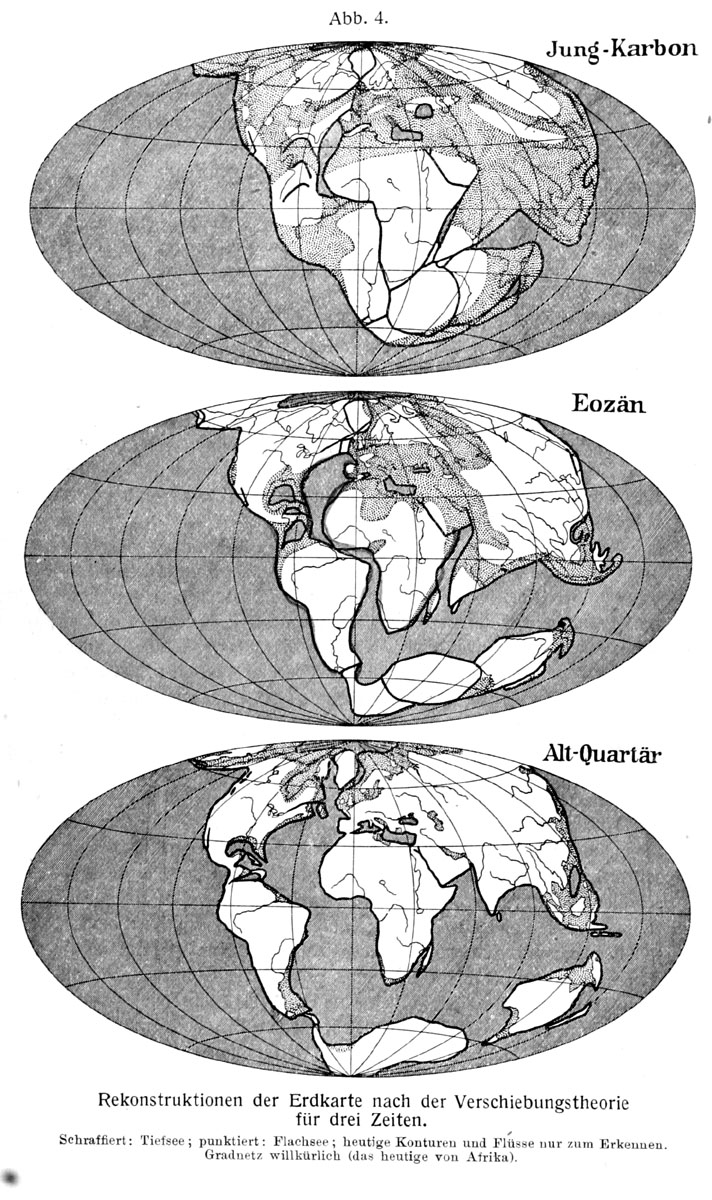
نقشه‌های جهان اصلی ایجاد شده توسط آلفرد وگنر که نشان می‌دهد پانگه‌آ و قاره‌ها از هم جدا می‌شوند. طبقه‌بندی مکانی و زمانی آن مطابق با تصور وی در آن زمان است، نه به موقعیت‌های ثابت شده و متعلق به دوره‌های زمین شناختی.

آلفرد وگنر در کتابی که در سال ۱۹۱۵ منتشر کرد، اصول عقاید خود را با نام فرضیه اشتقاق قاره‌ها شرح داده‌است. او معتقد به وجود قاره‌ای عظیم به نام پانگه‌آ (به معنای همه خشکی‌ها) است که حدود ۲۰۰ میلیون سال پیش، شروع به قطعه قطعه شدن کرده و سرانجام قاره‌های امروزی را به وجود آورد.
این قاره چندین میلیون سال بعد به دو قاره بزرگ و گسترده لوراسیا (به انگلیسی:Laurasia) و گوندوآنا (به انگلیسی:Gondwana) تقسیم شد. لورازیا شامل آمریکای شمالی، گرینلند و بیشتر قسمت‌های آسیا و اروپای امروزی است؛ و گندوانا شامل آمریکای جنوبی، آفریقا، قطب جنوب، هندوستان و استرالیای کنونی است. مساحت لورازیا و گندوانا تقریباً مساوی بوده‌است. فاصله دو قاره لوراسیا و گندوآنا را دریای تتیس پر می‌کرده‌است. دریاهای سیاه و خزر (مازندران) و مدیترانه از بازمانده‌های دریای تتیس هستند. وسعت این دریای بزرگ اولیه را می‌توان بر اساس رسوبات به‌جای مانده که از جبل الطارق تا اقیانوس آرام امتداد یافته‌اند تشخیص داد.

## علت حرکت ورقه‌ها
بزرگ‌ترین ایرادی که به نظریهٔ وگنر وارد شد ناتوانی او در ارائهٔ سازوکار اشتقاق قاره‌ها بود. وگنر دو منبع انرژی را برای اشتقاق قاره‌ها در نظر گرفت. اولی جزر و مد و دیگری چرخش زمین بود که به نظر وگنر قدرت کافی برای جا به جایی قاره‌ها را داشتند. اما به این سادگی‌ها هم نبود. بستر اقیانوس‌ها بسیار محکم است و چنین نیست که قاره‌ها بتوانند به آسانی روی آن‌ها حرکت کنند به همین دلیل دانشمندان و فیزیک دانان هم عصر او با این ۲ منبع مخالف بودند. بعدها فیزیک‌دانی هم عصر وگنر به نام هارولد جفریز بیان کرد که اگر چنین نیروی جزرومدی بتواند باعث حرکت قاره‌ها شود پس در عرض چند سال می‌تواند سرعت دوران زمین را نصف کند.

## کامل شدن نظریهٔ وگنر
در نهایت زمین‌شناس اسکاتلندی به نام هولمز بیان کرد که جریان همرفتی درون گوشته باعث حرکت ورقه‌ها می‌شود و این نظریه تا امروز از اعتبار خود برخوردار است.

## توضیحات
1. ↑  ۱۱ آبان ۱۲۵۹
2. ↑  ۱۱ آبان ۱۳۰۹